# Estanislau Casimiritano
Estanislau Casimiritano CRL (nascido Luís Sołtys, 27 de setembro de 1433 – 3 de maio de 1489) foi presbítero católico polonês e membro professo dos Cônegos Regulares Lateranenses. Ele se notabilizou por sua devoção fervorosa à Eucaristia e ao seu padroeiro pessoal, Santo Estanislau, bem como por sua dedicação caridosa ao doentes e aos pobres de Cracóvia.
A causa de sua canonização teve início sob o Papa João Paulo II, em 14 de outubro de 1986, e ele foi intitulado como Servo de Deus. Isso veio depois de tentativas anteriores de iniciar o processo, e a causa só foi aberta naquela época devido à intervenção pessoal de João Paulo quando ainda era cardeal. O mesmo pontífice deu-lhe o título de Venerável em 21 de dezembro de 1992, ao mesmo tempo em que aprovou a beatificação, celebrada em 18 de abril de 1993. O Papa Bento XVI posteriormente canonizou o antigo presbítero como santo da Igreja Católica Romana em 17 de outubro de 2010, na Praça de São Pedro.

## Biografia
Luís Sołtys nasceu a 27 de setembro de 1433, em Cracóvia, filho de Jadwiga e Maciej Sołtys. Seus pais havia muito que esperavam um filho e ele nasceu na mesma data em que os restos de Santo Estanislau foram movidos. Os Soltys eram membros da Irmandade do Santíssimo Sacramento.
Luís recebeu sua educação dos Cônegos Regulares Lateranenses na escola deles próxima de sua casa, a qual estava atrelada a um convento e à igreja matriz local de Corpus Christi, que a ordem administrava. Ele recebeu a láurea de doutor em estudos teológicos e filosóficos da Universidade Jaguelônica em Cracóvia. Recebeu diploma de bacharel em 1451.
Após concluir seus estudos, em 1456, entrou para o noviciado dos Cônegos Regulares, tomando o nome religioso de Stanisław Kazimierczyk (ou Estanislau Casimiritano). Sua escolha deveu-se ao santuário do popular Santo Estanislau, antigo bispo da Cracóvia, de quem ele foi devoto fervoroso por toda sua vida.
Estanislau foi ordenado presbítero em 1456 e, em seguida, foi nomeado como vice-prior da ordem, mesmo sendo novato e não tendo experiência suficiente para tal. Ele também foi feito mestre de noviços incumbido dos novos candidatos à ordem. Dedicava-se ao cuidado dos enfermos e dos pobres, e era notado por sua entrega profunda aos serviços religiosos que celebrava. Ele desenvolveu uma reputação de grande discernimento espiritual como confessor. Tais habilidades lhe garantiram prestígio junto à sua comunidade. Ele pregava intensamente em defesa da doutrina da Presença Real na Eucaristia em oposição à pregação dos seguidores poloneses de John Wycliffe e de Jan Hus. Foi devido a isso que ele ganhou o título de "Apóstolo do Santíssimo Sacramento". São João Câncio - um colega de universidade e grande cientista do período - era seu amigo próximo.
O presbítero jejuava e mantinha vigílias costumeiramente. Dormia pouco e muitas vezes o fazia ao chão, como um ato penitencial. Certa vez, durante uma visita ao túmulo de seu padroeiro, afirmou ter visto a Mãe de Deus com o Menino Jesus em seus braços, acompanhada de Santo Estanislau e de outros santos. Frequentemente fazia seus sermões em alemão tanto como em seu polonês nativo. O rei João I Alberto, em dada ocasião, atribuiu a ele uma batalha vencida contra o Império Otomano em 8 de setembro de 1487.
Estanislau morreu em meados de 1489, em Cracóvia, sua santidade reconhecida ainda em vida. Ele caíra enfermo na Quaresma e, na iminência de sua morte, pediu que fosse ungido. Ele colocou suas mãos sobre as cabeças de seus conferentes para abençoá-los e para se despedir e morreu com as mãos erguidas, entregando sua alma a Deus.
Os fiéis referiam-se a ele frequentemente como beato, embora ele não o fosse, mas era chamado assim por sua grande reputação de santidade pessoal - no século XVI, este título foi registrado como sendo dado. Seus restos mortais foram transladados em 1632, depois que o padre Martin Kłoczyński encomendou um altar magnífico em sua honra para abrigar os restos; um total de 176 supostos milagres foram relatados como tendo ocorrido no primeiro ano desde a sua morte.

## Santidade
Os Cônegos Regulares de Latrão fizeram vários pedidos ao papa para beatificá-lo em 1773, mas nenhuma causa foi iniciada de fato. O cardeal arcebispo de Cracóvia , Karol Józef Wojtyła (futuro Papa João Paulo II), requereu à ordem,em 1971, para recolher documentos e provas existentes sobre a vida de Estanislau e formar uma comissão histórica para auxiliá-los em 15 de dezembro de 1972.
O processo de beatificação foi iniciado sob o Papa João Paulo II, em 14 de outubro de 1986, e o sacerdote foi intitulado como um Servo de Deus, uma vez que a Congregação para as Causas dos Santos (CCS) emitiu o nihil obstat oficial para a causa. O cardeal Franciszek Macharski inaugurou a fase diocesana em 17 de dezembro de 1987, e, mais tarde, supervisionou sua conclusão bem-sucedida em 22 de janeiro de 1998, enquanto que a CCS validara este processo em Roma , em 11 de novembro de 1988. A postulação posterior submeteu a 'Positio' à CCS, em 1990, para avaliação.
Os historiadores se reuniram e aprovaram a direção da causa em 15 de janeiro de 1991, julgando não haver estorvos históricos, enquanto que os teólogos deram seu aval em 5 de junho de 1992; a CCS fez o mesmo em 1 de dezembro de 1992. Em 21 de dezembro de 1992, João Paulo II deu-lhe o título de Venerável após a confirmação de sua virtuede heróica e aprovou seu "cultus" ja tão antigo, o que permitiu o papa presidir sua beatificação em 18 de junho de 1993, como uma solenização desse "cultus".
O processo por um milagre necessário para sua canonização foi aberto em 22 de setembro de 1995, e encerrado em 29 de fevereiro de 1996, recebendo posteriormente a validação da CCS, em 25 de outubro de 1996. A junta médica o aprovou em 23 de abril de 2009, os teólogos, em 8 de julho do mesmo ano, e a CCS, em 29 de setembro de 2009. O Papa Bento XVI reconheceu esta cura como sendo um milagre em 19 de dezembro de 2009 e, em 19 de fevereiro de 2010, confirmou a data para a canonização. Enfim, Estanislau foi canonizado em 17 de outubro de 2010, na Praça de são Pedro.
O postulador ao tempo da canonização era Emilio Dunoyer.